# Wang Hao (Leichtathlet)
Wang Hao (chinesisch 王浩, Pinyin Wáng Hào; * 16. August 1989 in der Inneren Mongolei) ist ein chinesischer Geher.
Bei den Olympischen Spielen 2008 in Peking wurde er mit seiner persönlichen Bestzeit von 1:19:47 h Vierter im 20-Kilometer-Gehen, nur fünf Sekunden hinter Jared Tallent auf dem Bronzerang.
Den bisher größten Erfolg seiner Karriere feierte bei den Leichtathletik-Weltmeisterschaften 2009 in Berlin. Über 20 Kilometer gewann er in persönlicher Bestleistung von 1:19:06 h die Goldmedaille. Zunächst war er hinter dem Russen Waleri Bortschin ins Ziel gekommen. Doch dieser erhielt als Wiederholungstäter 2015 eine achtjährige Sperre, die rückwirkend zum 15. Oktober 2012 begann. Unter anderem sein Resultat von diesen Weltmeisterschaften wurde annulliert. So wurde Wang Hao Weltmeister.
Wang Hao ist 1,80 m groß und wiegt 65 kg.